# Kingston upon Hull
Kingston upon Hull (röviden Hull) város az Egyesült Királyság területén, ezen belül Angliában, a Humberside grófságban, az Északi-tengerbe ömlő Hull és Humber folyó torkolatában.
A városnak 2012-ben 257 000 fő lakosa volt.
Az ország egyik legfontosabb tengeri kikötője 1293 óta, ugyanis I. Eduárd ekkor építtette meg első dokkjait. Korábban a bálnavadászat és a part menti halászat volt a fő foglalatosság, ma pedig az Északi-tenger kereskedelméhez kapcsolódó tevékenységek. Kiemelkedő még a vegyipar és az orvostudomány. 
Az 1981-ben megnyitott Humberen átívelő 1 400 m fesztávú híd a várost köti össze a folyó déli partjával.

## Érdekességek
Amy Johnson (itt született pilótanő, aki egyedül repült el Londonból Ausztráliába egy De Havilland Gipsy Moth típusú repülőgéppel) emlékére egyes házak falát színes molylepkeszobrokkal díszítik.

## Fordítás
Ez a szócikk részben vagy egészben  a   Kingston upon Hull című angol Wikipédia-szócikk fordításán alapul.  Az eredeti cikk szerkesztőit annak laptörténete sorolja fel. Ez a jelzés csupán a megfogalmazás eredetét és a szerzői jogokat jelzi, nem szolgál a cikkben szereplő információk forrásmegjelöléseként.